# Diocesi di Timidana
La diocesi di Timidana (in latino: Dioecesis Timidanensis) è una sede soppressa e sede titolare della Chiesa cattolica.

## Storia
Timidana, nell'odierna Algeria, è un'antica sede episcopale della provincia romana della Mauritania Cesariense.
Unico vescovo conosciuto di questa diocesi africana è Securo, il cui nome appare al 57º posto nella lista dei vescovi della Mauritania Cesariense convocati a Cartagine dal re vandalo Unerico nel 484; Securo, come tutti gli altri vescovi cattolici africani, fu condannato all'esilio.
Dal 1933 Timidana è annoverata tra le sedi vescovili titolari della Chiesa cattolica; l'attuale vescovo titolare è Arthur Leo Kennedy, già vescovo ausiliare di Boston.

## Cronotassi

### Vescovi residenti
- Securo † (menzionato nel 484)

### Vescovi titolari
- Walter Joseph Schoenherr † (8 marzo 1968 - 27 aprile 2007 deceduto)
- Arthur Leo Kennedy, dal 30 giugno 2010